# Byrsanthus
Byrsanthus es un género con dos especies de plantas  perteneciente a la familia Salicaceae.

## Taxonomía
Byrsanthus fue descrita por Jean Baptiste Antoine Guillemin in Jules Paul Benjamin Delessert y publicado en Icones Selectae Plantarum 3: 30, en el año 1838. La especie tipo es:  Byrsanthus brownii Guill.

## Especies
- Byrsanthus brownii
- Byrsanthus epigynus